# René Zuber
Pour les articles homonymes, voir Zuber.
René Zuber né le 19 novembre 1902 à Boussières et mort le 12 juillet 1979 à Meudon est un photographe, documentariste et écrivain français.

## Biographie
Né le 19 novembre 1902 à Boussières dans le Doubs, René Zuber grandit auprès de ses frères et sœurs dans une famille de papetiers renommés.
Son destin semble bien tracé d'avance. Selon la tradition familiale, il se prépare donc à intégrer la papeterie familiale et suit des études d'ingénieurs à l'École centrale des arts et manufactures (promotion 1924) à Paris.
En 1924, son diplôme obtenu, il se rend compte que cette carrière ne le concerne guère et qu'il est bien plus passionné par le métier du livre.
« […] Et maintenant, en possession comme mon père et grand-père du titre, pourtant appréciable, d'ingénieur des Arts et Manufacture, je ne me sentais pas plus avancé. Après les trois années passées à l'École, je m'étais donné une fête, j'avais jeté dans la Seine, du haut du Pont Neuf, tous mes cahiers de cours : les mines, la physique industrielle, la chimie organique, la sidérurgie, la résistance des matériaux, tout y était passé. Il ne me restait plus rien de l'École Centrale […] » — René Zuber[réf. nécessaire]
En 1927, René Zuber part pour Leipzig, la capitale du livre en Allemagne, où il s’est inscrit pour deux semestres à l'Académie des arts graphiques et des métiers du livre. Lors de son séjour, et dans le cadre de ses études, il effectue un stage à l'imprimerie Borel de Berlin.
C'est à Leipzig qu'il découvre la photographie. Il voit le livre phare de la nouvelle photographie allemande paru à l'automne 1928, dans la vitrine d'un libraire : « En passant dans le quartier des libraires, mon attention fut attirée un jour par un livre qui venait de paraître et qui n'était pas comme les autres parce que sa couverture, au recto comme au verso, était purement photographique.  C'était un livre de la Neue Sachlichkeit, le titre était Die Welt ist schön. On appelait ainsi une manière de voir le monde et les objets quotidiens de notre environnement tels qu'ils sont, dans leur émouvante nudité, comme s'ils sortaient des mains du créateur. » — René Zuber.
Il joue alors un rôle novateur de photographe dans la France de l'entre-deux-guerres.
De retour à Paris, il travaille d'abord à L'Illustration avec Louis-Victor Emmanuel Sougez. L'agence de publicité Étienne Damour l'engage en 1929 pour introduire la photographie au sein de l'agence.
Il fonde le Studio Zuber en 1932. Très rapidement, il engage Pierre Boucher puis Émeric Feher.
René Zuber adhère, à sa création en mars 1932, à l'Association des écrivains et artistes révolutionnaires (AEAR).
En 1933, il participe avec Pierre Boucher et Maria Eisner à la création de l'agence photographique Alliance-Photo, qui est officialisée le 7 décembre 1934 ; elle accueille notamment Denise Bellon, Ina Bandy, Pierre Verger et Émeric Feher.
Parallèlement, René Zuber développe une carrière de documentariste. Il fonde les Films du compas en 1934 avec Roger Leenhardt et y réalise son premier documentaire La Crète sans les dieux, qui sera suivi de nombreux autres.
Dernière facette de la forte personnalité de René Zuber, sa rencontre avec Georges Gurdjieff en 1943. Associé aux groupes Gurdjieff, il publie un livre sur son expérience de cet enseignement, Qui êtes-vous Monsieur Gurdjieff ? (Le Courrier du livre, 1977 ; éditions Éoliennes, 1997), et réalise plusieurs films sur les mouvements des groupes Gurdjieff.
René Zuber meurt à Meudon le 12 juillet 1979. Il est enterré au cimetière des Longs Réages à Meudon.

## Publications
- Qui êtes vous Monsieur Gurdjieff ?, Le Courrier du livre, 1977 ; éditions Éoliennes, 1997.

## Expositions
- 2003 : René Zuber, Musée Nicéphore-Niépce, Chalon-sur-Saône[3].
- 15 octobre 2004 - 17 janvier 2005 : René Zuber. La nouvelle objectivité, Musée des Beaux-Arts, Nancy.
- 2004 : Regards sur la Libération de Paris, Paris, Arc de triomphe[4].
- juillet - 16 septembre 2007 : Le studio Zuber : 1931-1939, Centre des monuments nationaux, Arles, abbaye de Montmajour, dans le cadre des Rencontres de la photographie d'Arles[1].
- 11 juin 2014 - 8 février 2015 : Paris libéré, Paris photographié, Paris exposé, Musée Carnavalet, Paris[5].